# Basbefälsskolan
Basbefälsskolan (BBS) är en fack- och funktionsskola för markförbanden inom svenska flygvapnet som verkat i olika former åren 1972–1998 och återigen från 2012. Förbandsledningen är förlagd i Uppsala garnison i Uppsala.

## Historik
Basbefälsskolan har sina rötter i Flygvapnets markstridsskola (FMS) och Flygvapnets bastjänstskola (FBS). Flygvapnets bastjänstskola var till en början lokaliserad till Svea flygkår (F 8) i Barkarby. I samband med att Svea flygkår upplöstes och avvecklades sommaren 1974, överfördes Flygvapnets bastjänstskola till Flygvapnets Halmstadsskolor (F 14) i Halmstad. Där den sammanslogs med Flygvapnets markstridsskola (FMS) och bildade den nya Bastjänst- och markstridsskolan (BMS). Någon gång under 1970-talet antas namnet Flygvapnets basbefälskola (BBS).
I samband med att Flygvapnets Halmstadsskolor avvecklades 1998 överfördes Flygvapnets basbefälskola till det nya skolförbandet Försvarsmaktens Halmstadsskolor (FMHS). Vid Försvarsmaktens Halmstadsskolor bildade Flygvapnets basbefälskola tillsammans med Arméns underhållsskola och Marinens intendenturskola den nya skolan Försvarsmaktens bas- och underhållsskola (BasUhS). Den nya skolan blev en så kallad försvarsmaktsgemensam skola och svarade för funktionsutbildning i bastjänst och underhållstjänst/förnödenhetsförsörjning.
I samband med att Försvarsmaktens logistik och motorskola bildades 2005 i Skövde, avvecklades Försvarsmaktens bas- och underhållsskola och med det upphörde utbildningen i basförbandstjänst på högre nivå. I samband med Försvarsmaktens "Organisation 13" (Org 13) återuppstod Basbefälsskolan (BBS) 2012 som en del av Luftstridsskolan i Uppsala. I dess nya organisation svarar skolan för att vara sammanhållande för utbildning i basförbandstjänst, taktikutvecklingen samt för den högre utbildningen inom flygbastjänst inom Flygvapnet.

## Heraldik och traditioner
År 2018 tilldelades skola ett nytt heraldiskt vapen med blasoneringen "I blått fält en triangel med en bjälkvis ställd sträng, allt silver, och omgiven av en lagerkrans av guld. Skölden krönt med en kunglig krona".

## Förbandschefer
Förbandschefen tituleras skolchef och har tjänstegraden överstelöjtnant.
- 1974–1998: ???
- 2012–20xx: ???

## Namn, beteckning och förläggningsort
| Bastjänst- och markstridsskolan | 1974-07-01 | – | 197?-??-?? |
| Flygvapnets basbefälskola       | 197?-??-?? | – | 1998-12-31 |
| Basbefälsskolan                 | 2012-01-01 | – |            |

| BMS | 1974-07-01 | – | 197?-??-?? |
| BBS | 197?-??-?? | – | 1998-12-31 |
| BBS | 2012-01-01 | – |            |

| Halmstads garnison (F) | 1974-07-01 | – | 1998-12-31 |
| Uppsala garnison (F)   | 2012-01-01 | – |            |